# Бжостув
Бжостув (пол. Brzostów, нім. Brzustow, 1943-45: Fischerau) — село в Польщі, у гміні Ярачево Яроцинського повіту Великопольського воєводства.
Населення — 263 особи (2011).
У 1975-1998 роках село належало до Каліського воєводства.

## Демографія
Демографічна структура станом на 31 березня 2011 року:
|          | Загалом | Допрацездатний вік | Працездатний вік | Постпрацездатний вік |
| -------- | ------- | ------------------ | ---------------- | -------------------- |
| Чоловіки | 133     | 37                 | 78               | 18                   |
| Жінки    | 130     | 27                 | 72               | 31                   |
| Разом    | 263     | 64                 | 150              | 49                   |